# Joseph Delbœuf
Joseph Rémi Léopold Delbœuf est un mathématicien, philosophe et psychologue belge né en 1831 à Liège, et mort en 1896 à Bonn. Psychologue très respecté de son vivant, auteur d'une œuvre considérable et diversifiée, il est connu pour ses travaux sur l'hypnose et pour son importante contribution aux débats autour de la psychophysique. Il enseigna principalement à l'université de Liège.

## Biographie
De 1863 à 1866, Joseph Delbœuf enseigne la philosophie à l'université de Gand puis, de 1866 à 1896, il enseigne la philologie à l'université de Liège. 

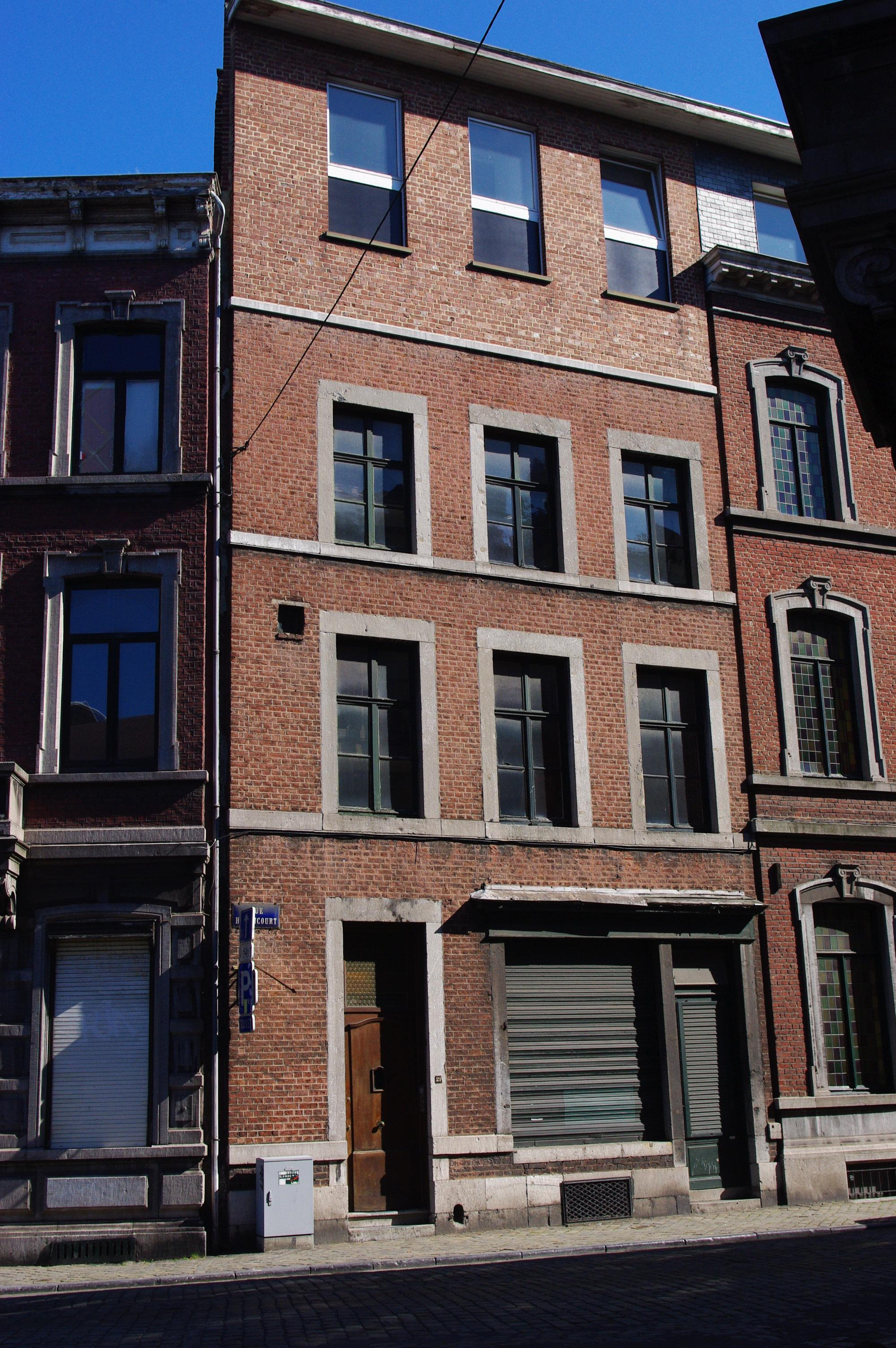
Maison de Delboeuf (1879) à Liège, rue Hemricourt, 21

En 1885, lors d'une visite à la Salpêtrière, il assiste, en compagnie de Hippolyte Taine, à une séance d'hypnose donnée par Jean-Martin Charcot dans laquelle ce dernier obtient des vésications par suggestion. Lors de cette même visite, il assiste à des séances d'Alfred Binet et Charles Féré visant à illustrer des phénomènes de transfert de symptômes d'un membre à l'autre par l'utilisation de l'aimant. En 1886, il publie Une visite à la Salpêtrière et commence à pratiquer le magnétisme.
En 1887, sa conférence à la classe des sciences de l'académie royale de Belgique sur l'Origine des effets curatifs de l'hypnotisme suscite une vive polémique dans la presse médicale belge.
En 1888, il se rend à l'école hypnologique de Nancy pour rencontrer Ambroise-Auguste Liébeault, Hippolyte Bernheim, Jules Liégeois et Henri Beaunis. Cette même année, il publie L'hypnotisme et la liberté des représentations publiques pour défendre le droit des hypnotiseurs de spectacle, tels le liégeois Alfred D'Hont, alias Donato. La position de Delbœuf a fait l'objet d'une controverse dans un congrès historique à Paris en 1889 avec le neurologue suisse Paul-Louis Ladame qui s'opposait vivement à ce que l'hypnose puisse être utilisée par des non-médecins. En 1890, dans Magnétiseurs et Médecins, Delboeuf demande « que chacun puisse faire de l'hypnotisme public ou privé, sous sa propre responsabilité ».
En dehors de cette polémique, Delbœuf est surtout connu pour ses apports théoriques sur l'hypnose, ses travaux dans le champ de la psychologie expérimentale et son livre sur le rêve. Il est probable qu'il ait rencontré Sigmund Freud, en tout cas ce dernier fait référence à Delbœuf dans ses commentaires sur l'hypnose et sur le rêve.
Delbœuf meurt à Bonn durant l'été 1896, alors qu'il se rend au 3e Congrès international de psychologie de Munich, auquel devaient également prendre part Franz Brentano, Carl Stumpf et William James.
Il est inhumé au Cimetière de Robermont à Liège. 
La rue Joseph Delbœuf lui rend hommage à Liège dans le quartier des Vennes.

### Livres et articles de Delbœuf
- Essai de logique scientifique - Prolégomènes (suivi d'une étude sur la question du mouvement considérée dans ses rapports avec le principe de contradiction), 1865, C. Muquardt & Ladrange, Liège - Paris, texte en ligne
- Études psychophysiques sur la mesure des sensations, 1873, C. Muquardt, Bruxelles
- La psychologie comme science naturelle, son présent et son avenir, 1876, C. Muquardt, Bruxelles, texte en ligne
- Théorie générale de la sensibilité, 1876, C. Muquardt, Bruxelles
- Étude critique de la loi psychophysique de Fechner, 1883
- Éléments de psychophysique générale et spéciale, 1883
- Le sommeil et les rêves considérés principalement dans leurs rapports avec les théories de la certitude et de la mémoire, 1885, Félix Alcan, Paris, 262 pages, texte en ligne
- Une visite à la Salpêtrière, 1886
- La matière brute et la matière vivante : étude sur l'origine de la vie et de la mort, Paris, Félix Alcan, coll. «Bibliothèque de philosophie contemporaine», 1887.
- L'origine des effets curatifs de l'hypnotisme, 1887
- L'hypnotisme et la liberté des représentations publiques, 1888
- Le Magnétisme Animal - À propos d'une visite à l'école de Nancy, 1889, Félix Alcan, Paris, texte en ligne
- Magnétiseurs et Médecins, 1890
- « Quelques considérations sur la psychologie de l'hypnotisme », 1893, Revue de l’hypnotisme expérimental et thérapeutique, texte en ligne

### Livres et articles sur Delbœuf
- François Duyckaerts, Joseph Delbœuf, philosophe et hypnotiseur, 1993, Empêcheurs de Penser en Rond,  (ISBN 290860227X)
- François Duyckaerts, « Les références de Freud à Delbœuf », Revue internationale d'histoire de la psychanalyse, 6, 1993, p.  231-250.
- (en) Serge Nicolas, « Joseph Delboeuf on Visual Illusions: A Historical Sketch », The American Journal of Psychology, Vol. 108, No. 4 (Hiver, 1995), pp. 563-574.
- (en) S. Nicolas, D.J. Murray, B. Farahmand, « The psychophysics of J-R-L Delbœuf », 1997